# Federico Barbaro
Federico Barbaro SDB (* 18. Februar 1913 in Cimpello, Fiume Veneto; † 29. Februar 1996 in Pordenone) war ein italienischer Ordenspriester, Missionar in Japan, Lehrer,  Übersetzer und Essayist.
Nach seiner ersten Profess 1931 und den philosophischen Studien an der Päpstlichen Universität Gregoriana in Rom, ging er 1935 als Missionar nach Japan. Nachdem er dort seine theologischen Studien beendet hatte, empfing er 1941 in Tokio die Priesterweihe. Anschließend wirkte er als Lehrer für Philosophie und Theologie an den salesianischen Instituten von Misaki und Tokio sowie verschiedenen privaten und staatlichen japanischen Kollegs. Von 1950 bis 1956 leitete er die salesianische Druckerei Don Bosco Sha in Tokio. Er gab die Zeitschrift Katorikku Seikatsu (Katholisches Leben) heraus.
Seine Bibliographie weist über 120 Publikationen und 2000 Artikel aus. Sein Name ist vor allem verbunden mit einer kompletten Version der Heiligen Schrift in der modernen japanischen Sprache.
| Personendaten    | Personendaten                                                                                               |
| ---------------- | --- |
| NAME             | Barbaro, Federico                                                                                           |
| KURZBESCHREIBUNG | italienischer Ordensgeistlicher, Salesianer Don Boscos, Missionar in Japan, Lehrer, Übersetzer und Essayist |
| GEBURTSDATUM     | 18. Februar 1913                                                                                            |
| GEBURTSORT       | Cimpello, Fiume Veneto                                                                                      |
| STERBEDATUM      | 29. Februar 1996                                                                                            |
| STERBEORT        | Pordenone                                                                                                   |